# Exo-Man
Exo-Man  (br:Exo-Man ) é um filme estadunidense, do ano de 1977, dos gêneros ficção científica e ação, dirigido por Richard Irving. Foi feito como piloto de uma nova série que acabou não se concretizando.

## Enredo
Com uma trama similar a do Homem de Ferro da Marvel Comics, o telefilme conta a história de um professor de física sofre um atentado, logo após ter testemunhado contra um bandido. Ferido a bala na coluna, fica paraplégico. Usando de seus conhecimentos científicos, constrói uma armadura que lhe permite andar novamente. Com isso, surge um novo herói na luta contra bandidos.

## Elenco
- David Ackroyd.......Nicholas Conrad
- Anne Schedeen.......Emily Frost
- A Martinez.......Raphael Torres
- José Ferrer.......Kermit Haas
- Jack Colvin.......Martin
- Harry Morgan.......Travis
- Donald Moffat.......Rogers
- Kevin McCarthy.......Kamenski
- Jonathan Segel.......Eddie Rubinstein
- John Moio.......Dominic Leandro
- Richard Narita.......Jim Yamaguchi
- Martin Speer.......Ted Kamenski
- George Sperdakos.......Dr. Garrick
- Randy Faustino.......Larry
- Nick David.......Jack
- Eve McVeagh.......Não creditado
- W.T. Zacha.......Não creditado
- Frances Osborne.......Não creditado
- Gregory J. Barnett.......Não creditado
- Max Kleven.......Não creditado
- Terry Leonard.......Não creditado
- Alan Oliney.......Não creditado
- John Robotham.......Não creditado
- Al Wyatt Jr........Não creditado
- Joe Brooks.......Não creditado
- Norma Storch.......Não creditado